# Paul Nitsche

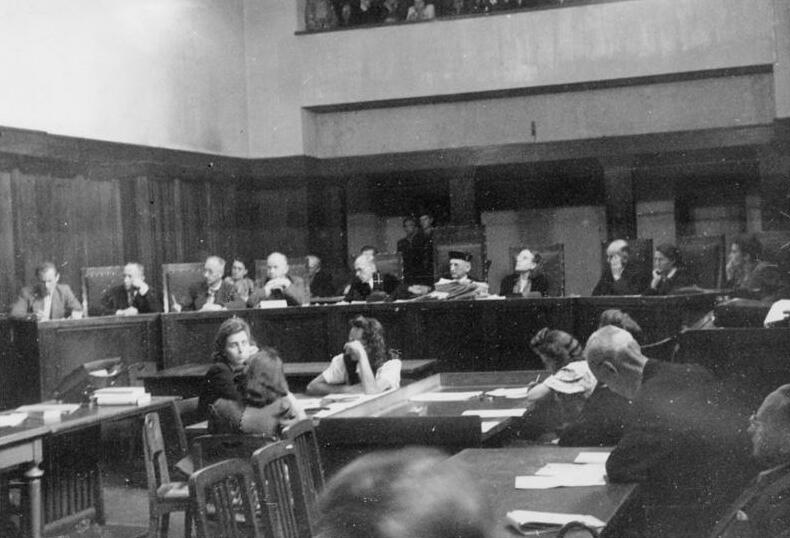
La corte di Dresda durante la lettura della sentenza.

Hermann Paul Nitsche (Colditz, 25 novembre 1876 – Dresda, 25 marzo 1948) è stato uno psichiatra tedesco, internazionalmente stimato fino all'inizio della Seconda guerra mondiale, quando decise di partecipare al Programma Eutanasia T4.

## Biografia
Studiò a Lipsia e a Gottinga nella quale si laureò in medicina nel 1902 con la tesi "I disturbi della memoria nella casistica delle malattie organiche del cervello". Ottenne il titolo di Professore nel 1925, dopo essere stato a capo di una casa di cura a Dösen nel circondario di Lipsia, nel 1933 fu nominato psichiatra consultivo ospedaliero dal governato sassone.
Aderì al Partito Nazionalsocialista Tedesco dei Lavoratori (NSDAP) solo nel 1933, e pur se d'accordo con la visione della "razza superiore tedesca" non si rivelò comunque un acceso sostenitore del partito.
La situazione cambiò nel 1940 quando il 28 febbraio fu inserito come psichiatra nel progetto Aktion T4 e posto sotto il comando del convinto nazista Professor Werner Heyde, al quale succedette nel dicembre 1941 mantenendo il comando del progetto sino alla fine della Seconda guerra mondiale. Si stima che in quel periodo abbia autorizzato la morte di 70 000 disabili di tutte le età. La sua posizione è da tempo discussa al pari di Josef Mengele o Philippe Pétain, secondo alcuni è un criminale nazista accusato di aver partecipato attivamente ad uno sterminio, per altri fu un moderatore che tentò di far naufragare l'intero progetto riuscendo a minimizzare il numero delle vittime.
Fu catturato dai sovietici nella primavera del 1945, agli inizi del 1946 fu iniziato a Dresda un processo a suo carico per crimini contro l'umanità. A luglio dello stesso anno fu condannato a morte, e dopo che la corte ebbe rifiutato il suo ricorso, Nitsche fu sottoposto alla pena capitale tramite ghigliottina il 25 marzo 1948.